# Cuilapa
Cuilapa est une ville du Guatemala, située dans le département de Santa Rosa.